# Blackwall Mountains
Die Blackwall Mountains sind ein Gebirge von bis zu 1370 m hohen Bergen an der Fallières-Küste des Grahamlands auf der Antarktischen Halbinsel. Sie erstrecken sich in westnordwestlich-ostsüdöstlicher Richtung über eine Länge von 8 km südlich des Neny-Fjords. Sie werden östlich vom Remus-Gletscher und südlich vom Romulus-Gletscher begrenzt sowie durch den Safety Col nach Westen vom Gebirgskamm Red Rock Ridge getrennt.
Eine erste grobe Kartierung nahmen 1936 Teilnehmer der British Graham Land Expedition (1934–1937) unter der Leitung des australischen Polarforschers John Rymill vor. Benannt sind sie nach dem Erscheinungsbild einer schwarzen Wand derjeniger Gipfel, die ganzjährig schneefrei der Rymill Bay zugewandt sind.